# Judaisme natzarè
Els Natzarens (en hebreu: נַצְרָתִים) (transliteració: Natzratim) són seguidors de Jesús de Natzaret i practiquen una religió monoteista. Els natzarens són part del poble jueu, però no formen part del judaisme ortodox. Els natzarens tenen algunes diferències ideològiques amb els jueus messiànics.

## Judaisme messiànic
Els jueus messiànics creuen en la Santíssima Trinitat, creuen que Jesús de Natzaret és Elohim, creuen que la Torà, el Tanakh, i el Nou Testament, formen part de la revelació divina. La litúrgia messiànica està basada en el judaisme, però pot incorporar alguns elements del cristianisme evangèlic.

## Judaisme natzarè
Els natzarens no creuen en la Trinitat, creuen que Jesús de Natzaret va ser un ésser humà, creuen en la Torà i el Tanakh, però no creuen que el Nou Testament sigui un llibre sagrat. La litúrgia natzarena es basa en l'aplicació de la Torà segons la interpretació del rabí Jesús de Natzaret.